# Хердаль, Харальд
Харальд Хердаль (настоящая фамилия — Нильсен) (дат. Harald Herdal; 1 июля 1900, Копенгаген — 28 декабря 1978, Копенгаген) — датский писатель, эссеист и поэт.

## Биография
Родился в рабочей семье. С юности стал убежденным социалистом, некоторое время в конце 1920-х годов был членом компартии. Перепробовал много разных рабочих профессий, был безработным.

## Творчество
Самоучка. Дебютировал как поэт в 1929 году.
Пролетарский писатель. В поэтических и прозаических произведениях описывал жизнь социальных низов, рабочих кварталов Копенгагена. Его героям присуще чувство классовой солидарности, непримиримости к буржуазной морали. Писал о героях Движения Сопротивления в годы Второй мировой войны («Непокорённый человек», 1949).
Автор сборников лирических стихов («Новый дух», 1929; «Эрос и смерть», 1931, «Цветущие тернии», 1941, «Соловей», 1949, «Мечтатель», 1951 и др.). В центре романов Х. Хердаля «И всё-таки стоит жить» (1934), «Непокорённый человек» (1949), «Пасмурные летние дни» (1952) ‒ острые социальные и политические вопросы. Ему также принадлежат автобиографические книги ‒ «Детство» (1944), «Юные годы» (1945), «Годы учения» (1946), «Июль и август 1914» (1960), нескольких сборников рассказов и очерков, книга эссе «Между книг и портретов» (1970).
Лауреат нескольких литературных премий.